# Tony Burrows

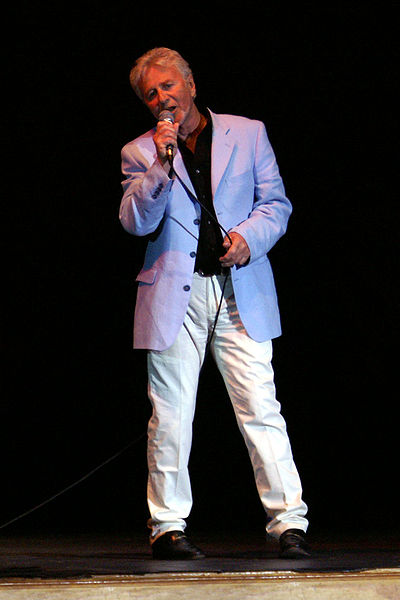
Tony Burrows (2008)

Tony Burrows (* 14. April 1942 als Anthony Burrows in Exeter, Devon, England) ist ein britischer Studiosänger, der insbesondere in den späten 1960ern und frühen 1970ern sehr populär war.

## Karriere
Der frühere Verkäufer war etliche Jahre mit verschiedenen Gruppen durch Großbritannien gezogen, danach betätigte er sich überwiegend als Session-Sänger. 
Seit den 1960er Jahren nahm Burrows viele Schallplatten auf und veröffentlichte diese auch. Erst danach wurde jeweils entschieden, ob zu dem Hit, der sich daraus möglicherweise entwickelte, um ihn herum eine Gruppe zusammengestellt wurde.
In folgenden Gruppen, die ihren Erfolg fast ausschließlich Burrows zu verdanken hatten, sang er:
The Kestrels, The Flower Pot Men, Edison Lighthouse, Brotherhood of Man, White Plains, The Pipkins, First Class, The Ivy League u. a. m.
Im Februar 1970 war er der erste (und bis heute einzige) Sänger, der gleichzeitig mit drei Hits unter drei verschiedenen Namen in den britischen Top of the Pops auftrat.
Zudem war Burrows Background-Sänger u. a. bei Elton John, Cliff Richard und James Last.

## Diskografie (Singles)
- 1970: Melanie Makes Me Smile / I’ll Get Along Somehow Girl (Bell 1103)
- 1970: I’ve Still Got My Heart, Jo / Every Little Move She Makes (Bell 1124)
- 1971: The Humming Song / Recollections (Bell 1140)
- 1971: I’ll Always Come Up Smiling / Back Home (Bell 1172)
- 1971: Hand Me Down Man / Country Boy (Bell 1190)
- 1971: In The Bad Bad Old Days / In The Bad Bad Old Days (Bell USA 45-116, Promosingle)
- 1972: Rhythm of the Rain / Home Lovin’ Man (Bell 1235)
- 1973: Take Away the Feeling / Lazy Weekend (Ammo 103)
- 1974: Have You Had a Little Happiness Lately / Can’t Live With You, Can’t Live Without You (Ammo 111)
- 1975: Run Joey Run / Girl I Used To Know (RAK 216)
- 1976: Never Gonna Fall in Love Again / Changing (als Magic feat. Tony Burrows, Bus Stop Records 1036)
- 1976: Oh My Jo / Girl You’ve Got Me Going (Bus Stop 1039)
- 1976: When My Little Girl is Smiling / What Ya Gonna Do About Him (DJM 10718)
- 1984: Three Chord Trick / Wake Up America (als Heart to Heart mit Stephanie de Sykes, EMI 5461)